# Afourar
Afourar (en tifinagh : ⴰⴼⵓⵔⴰⵔ, en arabe : افورار) ou Afourer est une ville du Maroc. Elle est située dans la région de Béni Mellal-Khénifra à vingt-six kilomètres de Béni Mellal.

## Station de pompage d'Afourer
C'est près de cette localité que se situe une Station de Transfert d'Energie par Pompage, aménagement complémentaire au complexe hydroélectrique de Oued El Abid. Elle exploite l’énergie excédentaire du réseau électrique pendant les heures creuses en remontant dans le barrage une partie de l'eau qui s'écoule en aval.

## La mandarine "Afourer"
L’histoire de cette variété de mandarine débute en 1963/64, à l'’Institut National marocain de Recherche Agronomique (station d’Afourer dans la région de Beni-Mellal). Elle est à l'aboutissement d’une recherche qui consistait initialement à éradiquer les maladies des variétés d’agrumes existantes. Le processus consistait à faire des semis de graines, puis sélectionner les arbres performants et identiques aux pieds mères. En 1975, le responsable de la INRA décide de conserver les arbres de l'expérimentation qui pouvaient présenter un intérêt commercial.
En 1981-82, dans cette pépinière, une variété nouvelle est découverte par El Bachir Nadori, Mohamed Ouammou et R. Ouaïcha parmi des arbres de semis de la mandarine Murcott qui a  certainement subi un croisement avec une autre variété. Des essais de culture sont entrepris chez  des agrumiculteurs. Mais dès 1985 ils sont interrompus car les fruits contenaient de nombreux pépins. En 1988, Nadori remarque que des fruits hors saison de cette variété ne contiennent pas de pépins. Il en déduit que la variété est auto-incompatible, ce qu’il confirme l’année suivante par des essais d’isolement avec des filets.
La découverte de la variété "Afourer" sans pépin est annoncée pour la première fois en 1990 au Mondial des Fruits et Légumes (MOFEL), foire organisée à Nice en France, dans un dépliant sur les activités de recherche du Groupe d’Exportation des Agrumes des Domaines Agricoles (GEDA). En 1990-91, une première plantation expérimentale est effectuée à une trentaine de kilomètres au sud de Marrakech, au Domaine Agricole Agafay où les vergers d’agrumes les plus proches se trouvent à une distance d’environ deux à trois kilomètres.
Les fruits ont une taille moyenne à petite et sont faciles à peler comme les clémentines. Ils présentent une forme irrégulière et légèrement aplatie comme la Murcott. De maturité tardive, cette variété ne présente pas de pépins. La pulpe est tendre et fondante avec une forte proportion de jus et d’acides qui lui confèrent un goût très fruité bien caractéristique.
Une demande de protection des droits d’obtention végétale est introduite auprès de l’Office Communautaire des Variétés Végétales (OCVV) à Bruxelles en août 1995. La demande de brevet est déposée aux États-Unis en janvier 1997 et un accord confiant la possibilité de distribution de licence d’exploitation de la variété rebaptisée Nadorcott (contraction de Nadori et Murcott) en Afrique du Sud et l’extension de sa protection est signée avec la société espagnole Citrospan en août 2000.

### Sources
- (en) Afourar sur le site de Falling Rain Genomics, Inc.